# Château du Plaix (Saint-Hilaire-en-Lignières)
Pour les articles homonymes, voir Château du Plaix.
Le château du Plaix est un château situé sur la commune de Saint-Hilaire-en-Lignières, dans le département du Cher, en France. Il se trouve au bord de la rivière Arnon, qui coule immédiatement à l'est du château.

## Localisation
Le château du Plaix se trouve le long de la route menant de Lignières à Saint-Hilaire-en-Lignières.

## Description
Le château est entouré de douves en eau ; on y accède aujourd'hui par un pont dormant. Il mêle des éléments médiévaux, des ajouts du XVIIe et XVIIIe siècles et le néogothique du XIXe siècle.

## Historique
Vers 1220, le fief du Plaix est donné au capitaine de la terre de Lignières en Berry.
Du XVe siècle au XVIIe siècle, Le Plaix appartient à une branche cadette de la famille de La Châtre, puis à la famille Tailhandier du XVIIIe siècle jusqu'au XIXe siècle,. Les Tailhandier ajoutèrent le nom de cette terre à leur patronyme.
En 1961, la famille Goin-Berthier fait don du château au groupe folklorique des Thiaulins de Lignières, fondé en 1946 par Roger Pearron. Il abrite désormais un musée d'arts et traditions paysannes et accueille des conférences, des stages de musique traditionnelle, ainsi que des animations comme l'Assemblée du Plaix, qui fait revivre chaque année une fête paysanne berrichonne.
Il est inscrit au titre des Monuments historiques depuis novembre 1995.

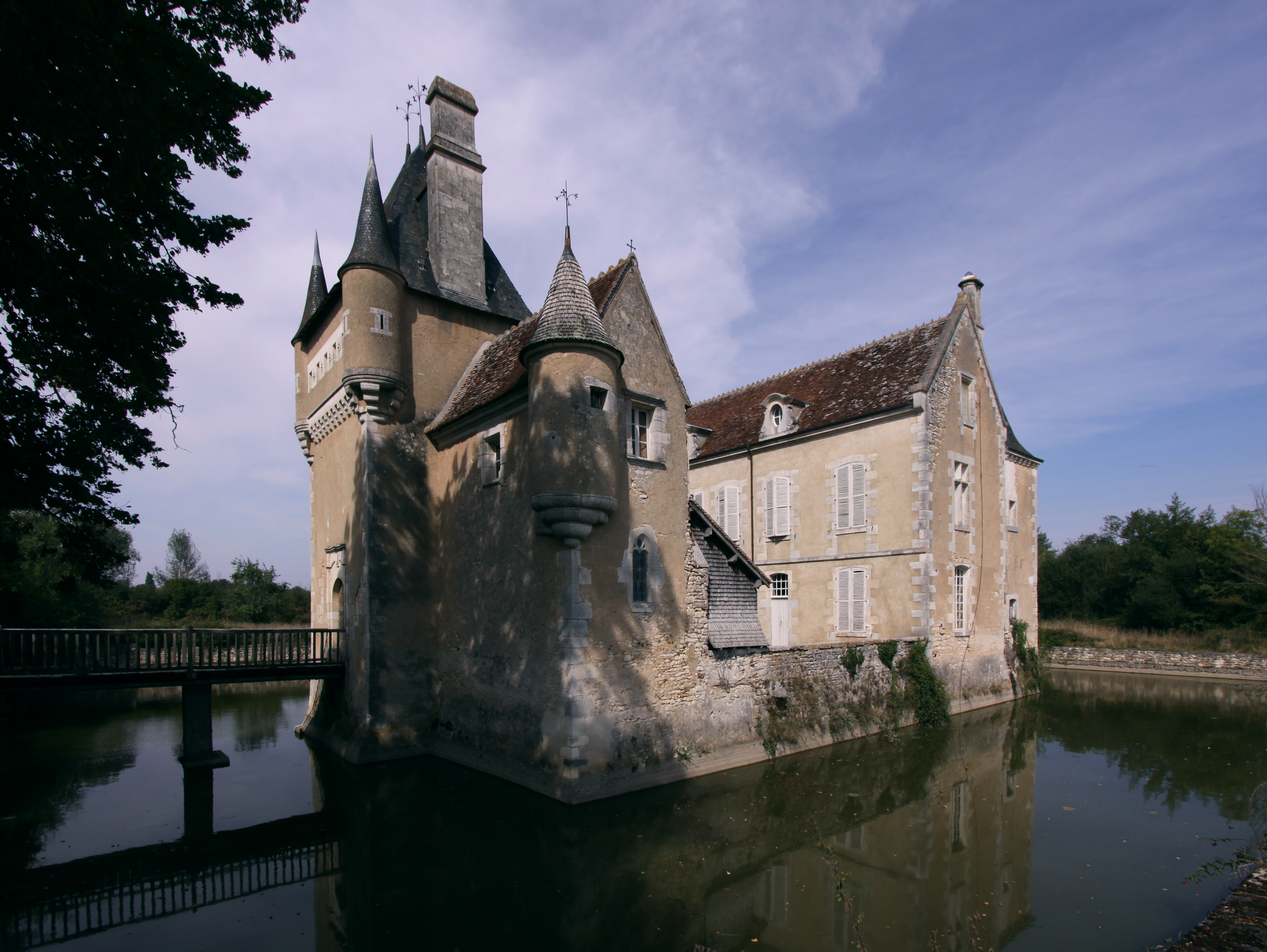

## Vie associative
Le château du Plaix est aussi le siège de l'Union pour la préservation et la valorisation des ressources génétiques du Berry (U.R.G.B.), association œuvrant notamment pour la promotion et la sauvegarde de races d'animaux domestiques et d'anciennes variétés de végétaux du Berry.